# Van der Pol-vergelijking

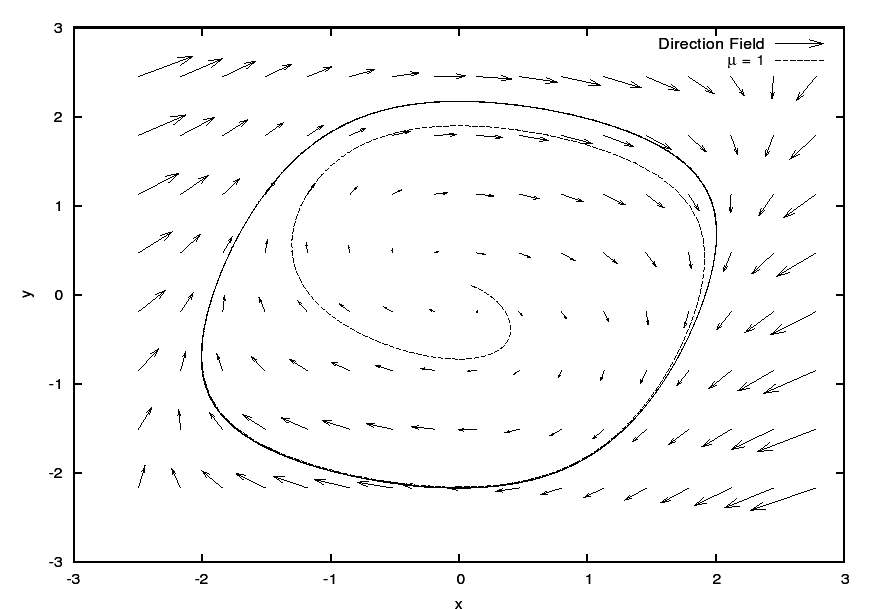
Faseruimte, limietcyclus, en de route daarnaartoe, voor de Van der Pol-oscillator in vrije trilling met

In de dynamica beschrijft de Van der Pol-vergelijking een trilling met niet-lineaire demping, waarbij energie verloren gaat, die dus niet conservatief is. De oscillator wordt Van der Pol-oscillator genoemd en wordt beschreven door de tweede-ordedifferentiaalvergelijking
{\displaystyle {\frac {\mathrm {d} ^{2}x}{\mathrm {d} t^{2}}}-\mu (1-x^{2}){\frac {\mathrm {d} x}{\mathrm {d} t}}+x=A\sin(\omega t)}
waarin de variabele {\displaystyle x} de plaatscoördinaat is en {\displaystyle A\sin(\omega t)} de voorgeschreven excitatie. Beide zijn een functie van de tijd {\displaystyle t}. De scalairen {\displaystyle A}, de amplitude, {\displaystyle \omega } de hoeksnelheid en {\displaystyle \mu } als maat voor de niet-lineaire demping, zijn de parameters van de differentiaalvergelijking. 
De Van der Pol-vergelijking vindt haar oorsprong in de elektrodynamica, en is genoemd naar haar bedenker, de Nederlandse elektronicapionier Balthasar van der Pol (1889–1959). Van der Pol ontdekte dat het gedrag van een met een triode opgewekte elektrische trilling afhing van niet-lineaire termen in de karakteristiek van de triode. De triode was een van de eerste elektronische componenten. Hij stelde de differentiaalvergelijking op, waarmee dit verschijnsel, dat ook in veel andere niet-lineaire systemen optreedt, adequaat kon worden beschreven.
Met de stelling van Liénard kan bewezen worden, dat er een zogenaamde limietcyclus bestaat voor de niet-geëxciteerde Van der Pol-oscillator {\displaystyle A=0}, aldus resulterende als voorbeeld voor een Liénard-systeem. Uit de differentiaalvergelijking voor de oscillator blijkt dat er in de limietcyclus twee grensgevallen zijn: vrijwel harmonische sinusvormige trillingen {\displaystyle 0<\mu \ll 1}, en relaxatietrillingen {\displaystyle \mu \gg 1}. Deze laatste, sterk niet-lineaire trillingsvorm dankt haar naam aan Van der Pol: dit vanwege de overeenkomst van deze oscillatievorm, gedurende een halve periode, met die van een (ont)ladende RC-schakeling, met relaxatietijd {\displaystyle \tau =RC}.
De geëxciteerde Van der Pol-oscillator wordt veel gebruikt in de niet-lineaire dynamica, als een voorbeeld van een natuurkundig systeem dat aanleiding kan geven tot chaotisch gedrag, alsmede tot andere niet-lineaire trillingsverschijnselen zoals bifurcaties en fasevergrendeling, phase locking.

## Betekenis
De Van der Pol-vergelijking is voortgevloeid uit onderzoek dat werd verricht aan het NatLab, en is een voorbeeld van het feit dat toegepast onderzoek — indien de onderzoeker voldoende vrijheid wordt gelaten — ook tot resultaten kan leiden die in meer algemene zin bruikbaar zijn. 
Zo heeft deze niet-lineaire differentiaalvergelijking vele nieuwe toepassingsgebieden gevonden buiten de elektrodynamica, zoals in de plasmafysica. Deze eponieme vergelijking is een begrip in de theorie over natuurkundige trillingsverschijnselen en in de chaostheorie.

## Gedrag van de niet-geëxciteerde vergelijking

Relaxatietrilling bij

- {\displaystyle \mu =0}: er is geen demping, en de vergelijking wordt die van de lineaire harmonische oscillator:

{\displaystyle {\mathrm {d} ^{2}x \over \mathrm {d} t^{2}}+x=0}
de afwezigheid van demping in deze lineaire vergelijking resulteert in behoud van energie.
- {\displaystyle \mu >0}: het systeem is gedempt voor grote uitwijkingen {\displaystyle |x|}, maar instabiel voor kleine {\displaystyle |x|}. Voor grote waarden van de tijd {\displaystyle t} nadert het systeem naar een relaxatietrilling, in welke limietcyclus er weer energiebehoud is.

Voor kleine demping {\displaystyle \mu \ll 1} zijn de oscillaties bijna sinusvormig. Voor grotere waarden van {\displaystyle \mu }, rond 1, worden de trillingen laagfrequenter en hoekiger: minder sinusvormig, maar met een steiler pulsfront gevolgd door een gedempte daaltijd. Bij grote waarden {\displaystyle \mu \gg 1} krijgt men de zo kenmerkende, afgeronde blokgolfvorm van deze relaxatietrillingen.

## Gedrag bij excitatie

Chaotisch gedrag bij en, dus bij een periode in de excitatie van 10

De Van der Pol-vergelijking kan bij sinusvormige forcering, {\displaystyle A\neq 0} en {\displaystyle \omega \neq 0}, aanleiding geven tot chaotisch gedrag in de oplossing. Dit werd reeds door Van der Pol en zijn collega Van der Mark opgemerkt, en gerapporteerd in hun artikel in Nature in 1927:
 … often an irregular noise is heard in the telephone receivers before the frequency jumps, however this is a subsidiary phenomenon … 
 (… vaak wordt voordat de frequentie verspringt een onregelmatig geluid in de telefoonhoorns gehoord, maar dit is een bijkomend fenomeen …) —  Van der Pol en Van der Mark 1927 
Van der Pol en Van der Mark gebruikten telefoonhoorns om de signalen van hun triode-opstelling hoorbaar te maken.
Het gedrag van de geforceerde Van der Pol-vergelijking wordt bepaald door de parameters {\displaystyle A} amplitude, {\displaystyle \omega } hoeksnelheid en {\displaystyle \mu }, de niet-lineaire dempingsparameter, alsmede door de beginvoorwaarden. Voor verschillende waarden van de parameters wordt verschillend gedrag gevonden:
- Voor kleine amplitude, {\displaystyle A\ll 1}, als de excitatiefrequentie {\displaystyle \omega } ongelijk is aan en geen veelvoud is van de trillingsfrequentie van de oscillator in vrije trilling — zodat geen resonantie optreedt — domineert de vrije trilling en geeft de excitatie slechts aanleiding tot kleine verstoringen op de limietcyclus.
- Voor grotere amplitudes is gecompliceerd gedrag waarneembaar, waaronder bifurcaties en chaos, in verschillende gebieden van de {\displaystyle A-\omega -\mu } ruimte. Fasevergrendeling, phase locking treedt op, waarbij de oscillator trilt met een frequentie {\displaystyle m\omega /n}, met {\displaystyle m} en {\displaystyle n} positieve gehele getallen. Bij {\displaystyle m=1} en {\displaystyle n=1} spreekt men van subharmonische oscillaties, en voor {\displaystyle n=1} en {\displaystyle m>1} is sprake van superharmonischen, of boventonen. Maar, bij de Van der Pol-oscillator kunnen veel verschillende combinaties van {\displaystyle m} en {\displaystyle n} optreden in verschillende delen van de parameterruimte.
- Voor grote waarden van de amplitude, {\displaystyle A\gg 1}, trilt het systeem met de forceringsfrequentie {\displaystyle \omega }.

## Afleiding van de vergelijking voor een triode-oscillator

Triode-schakeling voor een Van der Pol-oscillator.
kringweerstand
condensator
gekoppeld spoelstelsel met zelfinductie
wederzijdse inductie
spanningsbron
In het serie-RLC-circuit loopt een stroom, en naar de anode van de triode een plaatstroom, terwijl er een spanning op het trioderooster staat.

Hiernaast wordt een triode-schakeling weergegeven voor het realiseren van een Van der Pol-oscillator. De met wederzijdse inductie {\displaystyle M} gekoppelde spoelen {\displaystyle L}, waarvan de primaire vanuit de sinusvormige bron {\displaystyle E_{s}} met hoekfrequentie {\displaystyle \omega } wordt geëxciteerd, resulteren in een elektrische stroom {\displaystyle i} in de LCR-kring. De secundaire keten, met anodestroom {\displaystyle i_{a}} van de triode, wordt gevoed vanaf de pluspool, terwijl de spanning op het triodestuurrooster bestaat uit een (negatieve) bias, waarop een (meegekoppelde) stuurroosteroscillatie {\displaystyle u_{g}} vanuit de LCR-kring gesuperponeerd is.
Daarop kan met de spanningswet van Kirchhoff en Van der Pol's modellering van het triode-gedrag, de oscillator worden beschreven.  Voor de LCR-kring geldt:
{\displaystyle L{\frac {\mathrm {d} i}{\mathrm {d} t}}+R\ i+u_{g}-M{\frac {\mathrm {d} i_{a}}{\mathrm {d} t}}=P_{0}\sin(\omega t)},
evenals de condensatorstroom:
{\displaystyle i=C{\frac {\mathrm {d} u_{g}}{\mathrm {d} t}}}
Terwijl voor de triode geldt, volgens de betrekking van Barkhausen met steilheid {\displaystyle S}:
{\displaystyle {\frac {\mathrm {d} i_{a}}{\mathrm {d} t}}=S{\frac {\mathrm {d} u_{g}}{\mathrm {d} t}}+{\frac {1}{R_{i}}}{\frac {\mathrm {d} u_{a}}{\mathrm {d} t}}}
en inwendige weerstand {\displaystyle R_{i}} alsmede anodespanning {\displaystyle u_{a}}.
Voor zijn triode-oscillatorschakeling vindt Van der Pol voor de anodestroom {\displaystyle i_{a}} een niet-lineaire vorm:
{\displaystyle i_{a}=S\ u_{g}\left(1-{\frac {u_{g}^{2}}{3K^{2}}}\right)}
Zodat, voor de gehele schakeling, de volgende differentiaalvergelijking resulteert voor de spanningsoscillatie {\displaystyle u_{g}} op het stuurrooster:
{\displaystyle LC{\frac {\mathrm {d} ^{2}u_{g}}{\mathrm {d} t^{2}}}-\left[(MS-RC)-MS{\frac {u_{g}^{2}}{K^{2}}}\right]{\frac {\mathrm {d} u_{g}}{\mathrm {d} t}}+u_{g}=P_{0}\sin(\omega t)},
hetgeen — na normalisatie, en mits {\displaystyle MS>RC} — resulteert in voornoemde Van der Pol-vergelijking.

## Relatie tot de Rayleigh-vergelijking
Lord Rayleigh introduceerde het volgende niet-lineaire model voor een systeem dat instabiel is bij lage snelheid {\displaystyle \mathrm {d} y/\mathrm {d} t} en gedempt bij grotere snelheid:
{\displaystyle {\frac {\mathrm {d} ^{2}y}{\mathrm {d} t^{2}}}-\mu \left[1-\left({\frac {\mathrm {d} y}{\mathrm {d} t}}\right)^{2}\right]{\frac {\mathrm {d} y}{\mathrm {d} t}}+y=0}
De Rayleigh-vergelijking is direct om te zetten in de Van der Pol-vergelijking via de transformatie
{\displaystyle {\frac {\mathrm {d} y}{\mathrm {d} t}}={\frac {1}{\sqrt {3}}}\ x}
Lord Rayleigh onderzocht het optreden van een limietcyclus voor kleine en positieve waarden van de dempingsparameter {\displaystyle \mu \ll 1}, als zwak niet-lineaire oplossing van de naar hem genoemde differentiaalvergelijking. De Van der Pol-vergelijking wordt soms — vanwege deze relatie tot de eerdere Rayleigh-vergelijking — ook wel de Rayleigh–van der Pol-vergelijking genoemd.